# Episodi di Foreign Exchange
| nº | Titolo originale          | Titolo italiano              | Prima TV Australia | Prima TV Italia   |
| -- | ------------------------- | ---------------------------- | ------------------ | ----------------- |
| 1  | The Portal                | Il portale misterioso        | 5 novembre 2004    | 12 settembre 2005 |
| 2  | Shark Alarm               | Allarme squalo               | 8 novembre 2004    | 13 settembre 2005 |
| 3  | Pridge & Porridge         | Un surfista tuttofare        | 9 novembre 2004    |                   |
| 4  | Magnetic Attraction       | Attrazione magnetica         | 10 novembre 2004   |                   |
| 5  | Father's Day              | Papà in affitto              | 11 novembre 2004   |                   |
| 6  | Home Alone                | Un weekend movimentato       | 12 novembre 2004   |                   |
| 7  | Lie Low                   | La macchina della verità     | 15 novembre 2004   |                   |
| 8  | No Return                 | Rischioso esperimento        | 16 novembre 2004   |                   |
| 9  | Photo Opportunity         | Istantanea per San Valentino | 17 novembre 2004   |                   |
| 10 | A Load of Old Bull        | La festa della fondazione    | 23 novembre 2004   |                   |
| 11 | Knockout                  | Pulizie di primavera         | 24 novembre 2004   |                   |
| 12 | The Burglar               | Il ladro                     | 25 novembre 2004   |                   |
| 13 | Another Fine Mess         | Vendesi college              | 1º dicembre 2004   |                   |
| 14 | Sticky Fingers            | Una coppia di arraffoni      | 2 dicembre 2004    |                   |
| 15 | Sunburn                   | Scottatura d'amore           | 3 dicembre 2004    |                   |
| 16 | Tunnel Vision             | Appuntamento con le stelle   | 6 dicembre 2004    |                   |
| 17 | Dogs Down Under           | Caccia al quattrozampe       | 7 dicembre 2004    |                   |
| 18 | Bottoms Up                | Quasi terrestre              | 8 dicembre 2004    |                   |
| 19 | Granny Gambit             | Nonna affittasi              | 9 dicembre 2004    |                   |
| 20 | Toy Soldier               | Il soldatino di stagno       | 10 dicembre 2004   |                   |
| 21 | Hostel                    | Una scomoda ospite           | 13 dicembre 2004   |                   |
| 22 | Book Launch               | Interferenze... letterarie   | 14 dicembre 2004   |                   |
| 23 | Born To Be Mild           | Un'accusa infangante         | 15 dicembre 2004   |                   |
| 24 | True North                | Gara di orientamento         | 16 dicembre 2004   |                   |
| 25 | Heir Today, Gone Tomorrow | Il mistero di Aangus O'Keefe | 17 dicembre 2004   |                   |
| 26 | The Precious Book         | Una provvidenziale eredità   | 20 dicembre 2004   |                   |

## Il portale misterioso
- Titolo originale:
- Diretto da:
- Scritto da:

### Trama
Brett Miller è un quindicenne australiano che vive a Perth con sua madre Jackie in una grande casa sull'oceano, dove si trova anche il ristorante di famiglia.
Jackie si risposa con Craig Payne che si trasferisce a casa Miller con i suoi due figli: Wayne di 16 anni e Meredith di 9 anni.
Brett discute subito con Wayne che vuole impadronirsi della sua stanza e, mentre sta aiutando a scaricare la roba nello scantinato, gira accidentalmente una pietra sul muro e si apre un magico portale.
Senza avvertire nessuno, lo attraversa e si ritrova a Galway, in Irlanda, al college O'Keefe dove è ricercato dagli studenti perché è entrato nelle docce delle femmine.
Si rifugia in un capanno e trova dentro Hannah, una delle studentesse della scuola; Hannah inizialmente non crede alla storia del portale, poi la verifica e si accorge che è effettivamente vera.
Intanto la preside del college, Miss Murphy, ordina al bidello Seamus e agli studenti di cercare l'intruso: in particolare, Cormac, ragazzo intelligente e migliore amico di Hannah, usa nella ricerca un marchingegno in grado di rilevare le persone, mentre Tara, compagna di stanza di Hannah e ragazza molto possessiva, vuole scoprire chi è quel mascalzone che l'ha vista nuda sotto la doccia.
Intanto, la polizia irlandese avverte Miss Murphy che nella scuola si aggira un evaso dal riformatorio (quindi non si tratta di Brett), ordinando alla preside di tenere gli studenti al sicuro nell'edificio scolastico.
Hannah disubbidisce agli ordini e aiuta Brett a tornare a casa, mentre il vero ricercato viene catturato dalla polizia mentre tentava di fuggire travestito da apicultore.
Brett e Hannah decidono di tenere per loro il segreto del portale, impegnandosi a non rivelarlo a nessuno; tornato a casa, Brett scopre che la sua famiglia sta sfondando la porta dello scantinato perché credevano che fosse chiuso dentro a chiave e avesse perso conoscenza.
Brett finge di non aver sentito per aver ascoltato la musica ad alto volume e convince sua madre a trasformare lo scantinato nella sua nuova camera da letto, così che potrà usare il portale tranquillamente.

## Allarme squalo
- Titolo originale:
- Diretto da:
- Scritto da:

### Trama
Hannah è ansiosa di visitare l'Australia e decide di andarci di notte, mentre la sua compagna di stanza Tara sta dormendo.
Quando arriva a Perth, sono le 7 del mattino e Brett si è appena svegliato; sentendoli parlare, entra in stanza Jackie che domanda al figlio cosa ci faccia una ragazza in camera sua a quell'orario.
Brett giustifica la presenza di Hannah dicendo che è una ragazza irlandese che si è trasferita a Perth con suo padre e che parteciperà alla gara di surf che si disputerà il giorno stesso.
Hannah in realtà non è capace di nuotare, tanto meno di surfare: intanto, conosce il resto della famiglia, in particolare la piccola Meredith inizia a credere che sia la nuova fidanzata di Brett.
La gara rivela subito che Hannah non è capace di stare in acqua e, mossa dalla disperazione di voler far annullare la competizione, suona l'interruttore d'emergenza che segnala l'arrivo degli squali.
Naturalmente questo crea confusione tra i bagnanti e il ranger della spiaggia decide di punire Hannah, che ha confessato la sua colpa e il fatto di non essere una surfista, costringendola a lavorare sulla spiaggia per le giornate successive.
Tornata in Irlanda, Tara si insospettisce trovando della sabbia negli stivali di Hannah.

## Un surfista tuttofare
- Titolo originale:
- Diretto da:
- Scritto da:

### Trama
Avendo iniziato a frequentare l'Australia di notte, Hannah non riesce a stare sveglia durante le lezioni scolastiche.
Miss Longan, nuova insegnante del college, la prende subito di mira spedendola in direzione.
Miss Murphy decide di punirla affiancandola al bidello Seamus nei suoi lavori, in particolare nello sturare la latrina della scuola dove gli studenti buttano quotidianamente il disgustoso porridge.
A Perth, Breet e Wayne litigano per l'ennesima volta, facendo cadere la cena che Jackie aveva preparato per la sera; Craig si arrabbia e ordina loro di stare fuori casa per tutto il giorno, presentandosi a cena puntuali e senza litigare.
Come se non bastasse, Brett e Wayne si scontrano e il dopobarba di Wayne cade: Breet scappa in Irlanda usando il portale, mentre Wayne passa la giornata a cercarlo in spiaggia.
Breet viene scoperto da Miss Longan nel college: Miss Murphy chiede delle spiegazioni ad Hannah perché Brett ha detto di essere presente nella scuola per suo conto.
Hannah riesce ad inventarsi una buona scusa: Brett è uno studente australiano in Irlanda per un'esperienza lavorativa al college e consiglia di assumerlo gratis come stagista per aiutare il bidello Seamus.
Dopo la prima giornata di lavoro, Brett riesce a fare ritorno a casa appena in tempo per cenare, dove comunica la bella notizia del nuovo lavoro ai genitori.
Naturalmente, finge di lavorare in una scuola di Perth e non al college O'Keefe.

## Attrazione magnetica
- Titolo originale:
- Diretto da:
- Scritto da:

### Trama
Hannah studia la pietra che apre il portale per capire di che materiale è costituita e come può aprire il portale dalla sua parte.
Durante l'esperimento, il portale non funziona e Brett non riesce ad andare a Galway per avvertirla che deve lavorare in spiaggia (come previsto dalla punizione nel secondo episodio, Allarme squalo).
Brett è costretto a prendere una parrucca di capelli rossi e fingere di essere Hannah che sta lavorando in spiaggia; intanto Hannah ripone la pietra nella cavità del muro e riesce ad aprire il portale, ma non si accorge di aver lasciato una limetta delle unghie di Tara che aveva usato per pulire la pietra dal pulviscolo.
La limetta causa interferenza con il campo magnetico del portale ed Hannah non è quindi più in grado di far ritorno a casa sua.
Telefona a Cormac pregandolo di andare nei sotterranei a togliere la limetta dal muro, quindi di inviare una e-mail all'indirizzo di posta elettronica di Brett per confermare che è riuscito a fare tutto.
Dopo che ciò avviene, Hannah può tornare a Galway, ma Miss Murphy si arrabbia perché non ha risposto alla simulazione antincendio che era in atto mentre era via.

## Papà in affitto
- Titolo originale:
- Diretto da:
- Scritto da:

### Trama
Al college O'Keefe gli studenti partono per trascorrere il weekend con le loro famiglie, tranne Hannah perché suo padre è troppo impegnato con il lavoro.
Per non stare da sola va da Brett per trascorrere una giornata con il battello, ma Craig e Jackie vogliono che il padre di Hannah le dia il permesso di andare.
I ragazzi incontrano per strada Fergus, un chitarrista irlandese, che pagano perché telefoni a Jackie confermandole il permesso per Hannah, ma la madre di Brett lo invita a cena al loro rientro.
Quindi, sono costretti a portare Fergus a cena ma, contemporaneamente in Irlanda, arriva il vero padre di Hannah che è riuscito a liberarsi dal lavoro per stare con sua figlia.
Finita la cena dai Payne, Hannah scappa subito a Goldway dove può passare il pomeriggio con suo padre.

## Un weekend movimentato
- Titolo originale:
- Diretto da:
- Scritto da:

### Trama
La famiglia Payne si divide per il weekend: Craig porta Brett e Wayne in campeggio, mentre Jackie resta a casa con Meredith.
Durante il campeggio, che servirebbe a rinforzare i legami tra i due ragazzi litigiosi, Craig cade e perde conoscenza: Brett e Wayne, lavorando insieme, riescono costruire una brella di fortuna e a portarlo fuori dal bosco, dove segnalano la presenza del ferito ad una pattuglia di passaggio.
Invece, Cormac è alle prese con l'allarme di sicurezza della sua stanza al college ma resta chiuso dentro.
Hannah va in Australia ma l'allarme di Cormac interferisce con il portale e lo apre-chiude in continuazione, scompigliando la stanza di Brett.

## La macchina della verità
- Titolo originale:
- Diretto da:
- Scritto da:

### Trama
Per il progetto di scienze, Hannah ha costruito insieme a Cormac una macchina della verità per recuperare la sua assenza al compito di scienze. Miss Murphy, vedendo la loro invenzione la prova con Brett chiedendogli delle domande su quando Hannah era assente al compito, ma è subito chiaro che Brett mente per far sì che Miss Murphy poi non scoprisse tutta la verità soprattutto riguardo al portale. Ma alla fine Brett riesce a dire la verità in modo da non far scoprire il segreto del portale e tutto va per il verso giusto, così invece Hannah viene giustificata da Miss Murphy per la sua assenza al compito.

## Esperimenti pericolosi
- Titolo originale:
- Diretto da:
- Scritto da:

### Trama
Meredith porta la pietra del portale ad un laboratorio per farla valutare.
Brett e Hannah corrono per recuperarla, ma Hannah viene sorpresa da un poliziotto senza passaporto.
E viene bloccata fino a quando Brett non escogita un piano. Ma funzionerà?

## Istantanea per San Valentino
- Titolo originale:
- Diretto da:
- Scritto da:

### Trama
Meredith, scatta una foto a Brett e Hannah in un atteggiamento piuttosto amichevole. Ma la foto finisce nelle mani di Tara, la quale la vede e pensa che i due abbiano una storia, quindi da questa storia Brett e Hannah fingono di essere fidanzati davanti a tutti, comportandosi anche in atteggiamento intimo e molto affettuoso, ma subito dopo invece la foto la vede anche Miss Murphy convocando Hannah e Brett nel suo ufficio minacciando di sospendere Hannah e licenziare Brett, ma entrambi si accorgono anche che nella foto si può intravedere una barca con la scritta "Australia" e quindi questo potrebbe rivelare il loro segreto sul portale. Così per recuperare la foto e modificarla Brett ha l'idea di entrare nell'ufficio di Miss Murphy di notte mentre Hannah lo aspetta per far sì che non arrivi qualcuno, ma dopo che Brett fa cadere il mappamondo nell'ufficio di Miss Murphy il rumore si sente così la donna si sveglia e per non far scoprire a Brett Hannah dice di essere stata lei mentre saliva le scale, per fortuna Miss Murphy non scopre Brett nascosto nel suo ufficio mentre lei ci era entrata per controllare, mentre invece il ragazzo ha trovato la chiave per aprire il cassetto dove c'è la foto per farla modificare da Meredith visto che sta facendo dei bigliettini per San Valentino per un'istantanea così l'indomani la fa vedere ad Hannah modificata senza la barca la mette nel cassetto di Miss Murphy, la quale lei guarda la foto e non si accorge di niente mentre Meredith infine per merito dell'aiuto di Brett vince l'istantanea.

## La festa del centenario
- Titolo originale:
- Diretto da:
- Scritto da:

### Trama
Per la festa dei 100 anni del college O'Keefe viene esposto un toro.
Ma Brett si dimentica di recintare il giardino e l'animale si trova in libertà lungo i giardini del college.
Mentre Brett cerca di recuperarlo, Hannah deve preparare una torta per il rinfresco della festa.

## Pulizie di primavera
- Titolo originale:
- Diretto da:
- Scritto da:

### Trama
Durante la pulizia delle finestre del college, Brett precipita e perde conoscenza, finendo in ospedale.
Hannah va in Australia per sostituirlo ai lavori domestici in casa sua fino a quando non si sarà ripreso, mentre Cormak si maschera da studente tirocinante per liberarlo.

## Il ladro
- Titolo originale:
- Diretto da:
- Scritto da:

### Trama
Un ladro si intrufola di notte nel college rubando buona parte dell'argenteria, ma involontariamente apre il portale e finisce in Australia.
Brett deve recuperare la refurtiva e riposizionarla al college perché la polizia australiana e quella irlandese sono in contatto riguardo al furto.

## Vendesi college
- Titolo originale:
- Diretto da:
- Scritto da:

### Trama
Miss Murphy vuole che i ragazzi puliscano a dovere la scuola in vista di una visita importante.
I ragazzi sono convinti che il college sarà venduto ed Hannah convince Brett a sporcare la scuola, per impedire che la vendita accada, ma in realtà il famigerato ospite altro non era che un assicuratore.

## Due avidi truffatori
- Titolo originale:
- Diretto da:
- Scritto da:

### Trama
Due importanti rappresentanti convincono Craig e Jackie a finanziare loro del denaro in cambio di un lauto guadagno.
Brett è entusiasta, anche perché gli è stata promessa una buona sponsorizzazione per le gare di surf, ma poi scopre, tramite un hotel intestato a loro nome in Irlanda, che in realtà sono dei truffatori.
Non potendo confessare che ha scoperto la truffa andando in Irlanda, organizza con Hannah un tranello per smascherare i due truffatori e assicurarli alla giustizia.

## Cotta d'amore
- Titolo originale:
- Diretto da:
- Scritto da:

### Trama
Hannah si innamora di Paul, un istruttore di surf australiano, e trascura un esame importante per il quale doveva prepararsi
Inizia a rubare i costumi di Tara per sembrare più bella, ma ad un certo punto scopre che Paul ha già una fidanzata.
Delusa, si addormenta in spiaggia al sole e sviene per la scottatura durante l'esame: Miss Murphy crede che Hannh si sia abbronzata nei sotterranei con un pezzo della fotocopiatrice rotta del college, ma decide di darle una seconda possibilità.

## Appuntamento con le stelle
- Titolo originale:
- Diretto da:
- Scritto da:

### Trama
Tara è convinta che tra Brett e Hannah ci sia una storia d'amore e non spiffererà alcun che a Miss Murphy, ma in cambio Hannah deve sottoporsi ad un restyling completo del suo look.
Brett riesce a trovare un modo per far credere a Tara che Hannah sgattaiola fuori dal college di notte non per amore, ma per osservare le stelle.

## Il cagnolino Pooka
- Titolo originale:
- Diretto da:
- Scritto da:

### Trama
Pooka, il cagnolino che Tara ha clandestinamente introdotto nel college, scappa via attraverso il portale.
In Australia finisce in un canile e Brett deve cercare di recuperarlo.

## Quasi terrestre
- Titolo originale:
- Diretto da:
- Scritto da:

### Trama
Per il compleanno di Jackie tutta la famiglia esce per un picnic.
Brett, dimenticatosi della ricorrenza, fa passare per suo un regalo che in realtà era di Hannah: Hannah lo aveva scaraventato via litigando con Brett perché lui si è lasciato sfuggire una frase offensiva su Hannah.
Hannah deve inseguire la famiglia di Brett al parco perché Cormak ha costruito un robot che pedina le persone e le riprende con la videocamera.

## Nonna in affitto
- Titolo originale:
- Diretto da:
- Scritto da:

### Trama
Mentre Brett è a letto con l'influenza, Craig ordina a Wayne di accompagnare Hannah a casa.
Non avendo dimora in Australia, Hannah finge di abitare in una grande casa con sua nonna: per fortuna l'anziana sta inconsapevolmente al gioco, tanto da cacciare via Wayne perché crede che Hannah sia infastidita dai maschietti.

## Il soldatino di stagno
- Titolo originale:
- Diretto da:
- Scritto da:

### Trama
Una perdita nelle tubature del college O'Keefe porta alla scoperta di un baule contenente alcuni oggetti.
Tra di essi vi è un soldatino di stagno che Brett regala a Wayne per il suo compleanno, senza sapere che quel soldatino vale talmente tanti soldi da poter coprire tutti i debiti della scuola.
Brett segue Wayne per riavere il soldatino indietro e scopre che fa parte di un club nel quale lui e i suoi amici si sfidano in un gioco con i soldatini.

## Una scomoda ospite
- Titolo originale:
- Diretto da:
- Scritto da:

### Trama
Miss Murphy riceve la visita di sua madre Marleene e chiede a Brett di poterla ospitare al suo ostello in Irlanda.
Brett fa passare la casa di una zia di Cormac, temporaneamente fuori città, per l'ostello dove purtroppo Marleene intende fermarsi.
Intanto, Hannah deve nutrire i topi di Cormak ma li perde e fuggono in giro per il college.

## Interferenze... letterarie
- Titolo originale:
- Diretto da:
- Scritto da:

### Trama
Jackie chiede a Brett di accompagnare Meredith a una serata dedicata ad una saga di romanzi, ma il ragazzo ha già preso un impegno con Cormak per guardare una partita di calcio tra Australia e Irlanda, così Hannah si offre di accompagnare Meredith all'evento.
Il collegamento con la partita salta e Miss Murphy propone di seguire il programma dove si trova Hannah, che per fortuna riesce a sporcarsi di terra per non farsi riconoscere.

## Un'accusa infangante
- Titolo originale:
- Diretto da:
- Scritto da:

### Trama
Martin guida la moto di Seamus senza permesso andando a schiantarsi e a finire nel fango.
La polizia, ritenendo Brett il responsabile dell'accaduto, gli chiede il passaporto ma il ragazzo, non avendolo, è costretto a sparire restando per sempre in Australia.
Hannah e Cormac aiutano Brett registrando una confessione estorta a Martin e facendola ascoltare a Miss Murphy: Brett viene così riabilitato.

## Gara di orientamento
- Titolo originale:
- Diretto da:
- Scritto da:

### Trama
Miss Murphy organizza una gara di orientiring nei dintorni del college: Hannah è in coppia con Cormak, mentre Tara è assieme a Martin.
Tutte le bussole si smagnetizzano e a vincere sono proprio Hannah e Cormak, mentre Tara e Martin finiscono per perdersi.
Intanto, i genitori di Brett vogliono che rinnovi la sua stanza e Meredith suggerisce un look più marittimo.

## Il mistero di Aonghus O'Keefe
- Titolo originale:
- Diretto da:
- Scritto da:

### Trama
Hannah vuole svelare il mistero di Aonghus O'Keffe, sparito esattamente 100 anni prima dal college a lui intitolato.
Brett ha una piccola storia con Tara perché la ragazza, curiosando nel suo portafoglio, ha trovato una foto che ritrae la famiglia di Brett vestita elegantemente dietro il ristorante di famiglia per il matrimonio di Jackie e Craig, quindi crede che Brett sia ricco.
Fino a quando Martin non scopre su Internet che quella casa è un ristorante che si trova in Australia, allora Tara molla subito Brett per tornare con Martin.
Hannah scopre che in realtà Brett è l'erede di tutto quello che apparteneva ad Aonghus O'Keffe in quanto e l'unico nipote ma non può dirlo a nessuno perché altrimenti ciò implicherebbe la rivelazione del segreto del portale.

## Una provvidenziale eredità
- Titolo originale:
- Diretto da:
- Scritto da:

### Trama
L'ennesimo incidente interno al college dove scoppia la caldaia nello scantinato induce il consiglio di amministrazione della scuola a valutare la possibilità di venderla.
Mentre Miss Murphy cerca strenuamente di opporsi alla vendita, Brett e Hannah trovano nel muro un manoscritto che sembra essere il testamento di Aonghus O'Keefe.
Cormac prende la chiave del portale che Miss Murphy ha messo in libreria e scende nei sotterranei, quando ad un certo punto girando lo sguardo scopre un'altra misteriosa chiave che si trova alla sinistra del portale, la gira e lo attraversa. Avendo girato l'altra chiave, non arriverà mai in Australia. In seguito invierà una cartolina a Brett, scritta in gaelico, che il ragazzo porta da Hannah affinché la traduca. Scoprono così che Cormac ha scoperto il loro segreto: ha attraversato il portale e ha visitato molti luoghi. In reazione alla notizia, Hannah e Brett rimangono sorpresi, quasi stentano a credere che tra tutte le persone possibili, proprio Cormac abbia scoperto il portale, scatenando le loro risate.